# Bombylisoma gemmeum
Bombylisoma gemmeum är en tvåvingeart som först beskrevs av Mario Bezzi 1924.  Bombylisoma gemmeum ingår i släktet Bombylisoma och familjen svävflugor. Inga underarter finns listade i Catalogue of Life.